# 붉은 별

붉은 별

소련의 국기에 그려져 있는 붉은 별

붉은 별(red star)은 공산주의와 사회주의를 상징하는 기호이다. 이 기호에서 다섯 개의 각은 노동자의 다섯 손가락과 다섯 개의 대륙을 상징한다. 일설에 따르면 다섯 개의 각이 공산주의를 이끄는 다섯 개의 사회 집단인 청년과 군인, 노동자와 농민, 지식인을 상징한다는 설이 있다.
이 기호는 낫과 망치와 함께 소비에트 연방의 국기에 사용되었으며 다른 공산주의 국가의 국기에도 많이 사용되었다.

## 같이 보기
- 적기
- 낫과 망치
- 초승달과 별
- 베들레헴의 별
- 할리우드 명예의 거리
- FK 츠르베나 즈베즈다
- FK 벨레주 모스타르
- 오스만 제국의 국기